# Tuyến Ōme
Tuyến Ōme (青梅線 (Thanh Mai Tuyến) Ōme-sen) là một tuyến đường sắt vận hành bởi Công ty Đường sắt Đông Nhật Bản (JR East) nằm ở phía Tây của Tokyo, Nhật Bản. Nó kết nối Tachikawa và Tuyến Chūō với thị trấn Okutama. Nhiều tàu của Tuyến Chūō phục vụ tiếp nối cho cả Tuyến Ōme đến ga Ōme, cung cấp một dịch vụ thông suốt không dừng đi tới ga Tokyo.

## Dịch vụ
Dịch vụ trên Tuyến Ōme sử dụng tàu điện dòng E233. Các tàu từ Tachikawa tới Ōme thường là tàu 10 toa (đôi khi là tàu 4 toa nối với tàu 6 toa). Ở Ōme, các tàu được tách ra, tàu 4 toa sẽ đi thẳng tiếp tới Oku-Tama, và tàu 6 toa quay trở lại Tachikawa.
Tuyến Ōme đôi khi chạy tiếp nối với Tuyến Chūō (Tốc hành), Tuyến Itsukaichi, và Tuyến Hachikō. Các tàu tăng cường vào các mùa du lịch cao điểm có thể chạy tiếp nối với Tuyến Nambu. Các tàu chỉ phục vụ Tuyến Ōme sẽ có gắn nhãn "Tuyến Ōme-Itsukaichi" ở mặt trước của tàu.

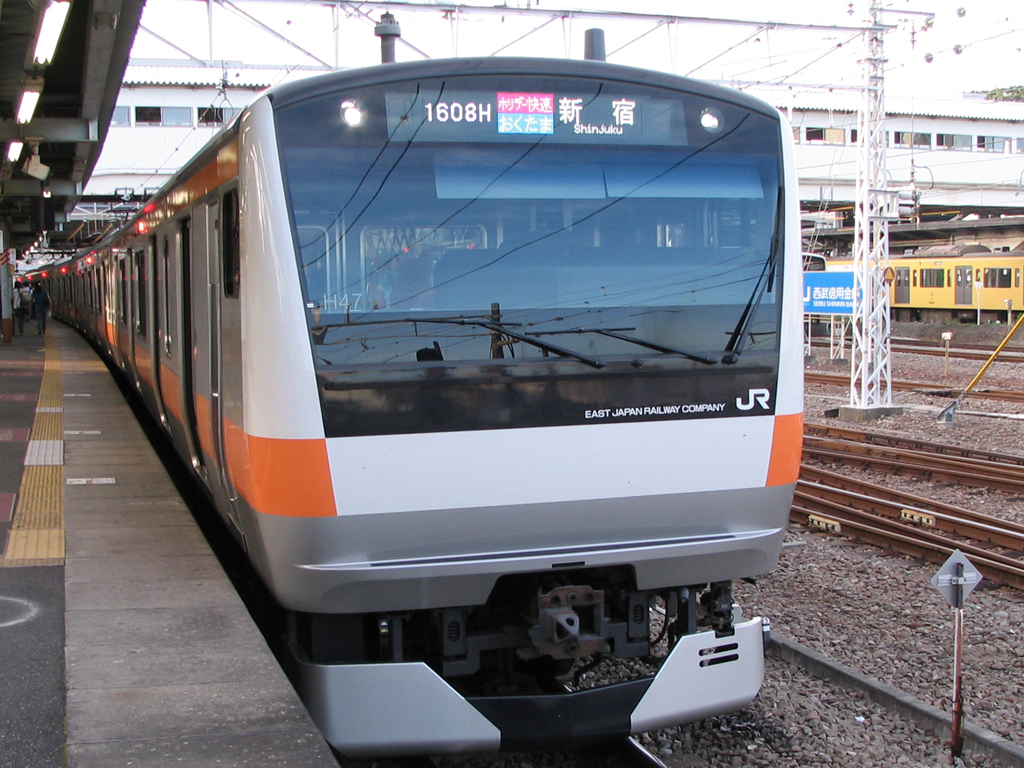
Một tàu Holiday Rapid Okutama hướng về ga Shinjuku (dòng E233) ở ga Haijima

Các chuyến Holiday Rapid Okutama và Holiday Rapid Akigawa phục vụ vào dịp cuối tuần từ Shinjuku (và đôi khi từ ga Chiba; một vài chuyến hướng về Shinjuku được kéo dài sâu vào Tokyo). Chúng chạy trùng đường với nhau cho tới ga Haijima. Tàu Okutama dừng ở Tachikawa, Nishi-Tachikawa, Haijima, Fussa, Ōme, Mitake, và Okutama; tàu Akigawa tách khỏi Tuyến Ōme ở ga Haijima và phục vụ Tuyến Itsukaichi đi Musashi-Itsukaichi, dừng ở tất cả các ga trên đường cho tới ga cuối.

## Danh sách nhà ga
- Tất cả các ga đều thuộc Tokyo.
- Các tàu Local, tốc hành (rapid), và tốc hành đặc biệt (special rapid) đều dừng ở tất cả các ga.
- Các tàu chạy nhanh hơn sẽ vượt các tàu chậm tại các ga có ký hiệu "∥", "◇", "∨", và "∧". Và không vượt tại các ga có ký hiệu "｜".

| Mã số | Nhà ga           | Hán tự   | Khoảng cách (km) | Khoảng cách (km) | Ōme Liner          | Có thể chuyển tuyến                                                                        |    | Vị trí                  |
| Mã số | Nhà ga           | Hán tự   | Giữa các ga      | Tổng cộng        | Ōme Liner          | Có thể chuyển tuyến                                                                        |    | Vị trí                  |
| ----- | ---------------- | -------- | ---------------- | ---------------- | ------------------ | ------------------------------------------------------------------------------------------ | -- | ----------------------- |
| JC19  | Tachikawa        | 立川     | -                | 0,0              | ●                  | Tuyến Chūō Chính, Tuyến Nambu Tuyến Tama Toshi Monorail (Tachikawa-Kita, Tachikawa-Minami) | ∥  | Tachikawa               |
| JC51  | Nishi-Tachikawa  | 西立川   | 1,9              | 1,9              | ｜                 |                                                                                            | ∥  | Tachikawa               |
| JC52  | Higashi-Nakagami | 東中神   | 0,8              | 2,7              | ｜                 |                                                                                            | ∥  | Akishima                |
| JC53  | Nakagami         | 中神     | 0,9              | 3,6              | ｜                 |                                                                                            | ∥  | Akishima                |
| JC54  | Akishima         | 昭島     | 1,4              | 5,0              | ｜                 |                                                                                            | ∥  | Akishima                |
| JC55  | Haijima          | 拝島     | 1,9              | 6,9              | ●                  | Tuyến Itsukaichi, Tuyến Hachikō Tuyến Seibu Haijima                                        | ∥  | Akishima                |
| JC56  | Ushihama         | 牛浜     | 1,7              | 8,6              | ｜                 |                                                                                            | ∥  | Fussa                   |
| JC57  | Fussa            | 福生     | 1,0              | 9,6              | ｜                 |                                                                                            | ∥  | Fussa                   |
| JC58  | Hamura           | 羽村     | 2,1              | 11,7             | ｜                 |                                                                                            | ∥  | Hamura                  |
| JC59  | Ozaku            | 小作     | 2,4              | 14,1             | ｜                 |                                                                                            | ∥  | Hamura                  |
| JC60  | Kabe             | 河辺     | 1,8              | 15,9             | ●                  |                                                                                            | ∥  | Ōme                     |
| JC61  | Higashi-Ōme      | 東青梅   | 1,3              | 17,2             | ｜                 |                                                                                            | ∨  | Ōme                     |
| JC62  | Ōme              | 青梅     | 1,3              | 18,5             | ●                  |                                                                                            | ◇  | Ōme                     |
| JC63  | Miyanohira       | 宮ノ平   | 2,1              | 20,6             | Dừng ở ga cuối Ōme |                                                                                            | ◇  | Ōme                     |
| JC64  | Hinatawada       | 日向和田 | 0,8              | 21,4             | Dừng ở ga cuối Ōme |                                                                                            | ｜ | Ōme                     |
| JC65  | Ishigamimae      | 石神前   | 1,0              | 22,4             | Dừng ở ga cuối Ōme |                                                                                            | ｜ | Ōme                     |
| JC66  | Futamatao        | 二俣尾   | 1,2              | 23,6             | Dừng ở ga cuối Ōme |                                                                                            | ◇  | Ōme                     |
| JC67  | Ikusabata        | 軍畑     | 0,9              | 24,5             | Dừng ở ga cuối Ōme |                                                                                            | ｜ | Ōme                     |
| JC68  | Sawai            | 沢井     | 1,4              | 25,9             | Dừng ở ga cuối Ōme |                                                                                            | ◇  | Ōme                     |
| JC69  | Mitake           | 御嶽     | 1,3              | 27,2             | Dừng ở ga cuối Ōme | Mitake Tozan Railway: Cable car (Takimoto via bus)                                         | ◇  | Ōme                     |
| JC70  | Kawai            | 川井     | 2,8              | 30,0             | Dừng ở ga cuối Ōme |                                                                                            | ｜ | Okutama, quận Nishitama |
| JC71  | Kori             | 古里     | 1,6              | 31,6             | Dừng ở ga cuối Ōme |                                                                                            | ◇  | Okutama, quận Nishitama |
| JC72  | Hatonosu         | 鳩ノ巣   | 2,2              | 33,8             | Dừng ở ga cuối Ōme |                                                                                            | ◇  | Okutama, quận Nishitama |
| JC73  | Shiromaru        | 白丸     | 1,4              | 35,2             | Dừng ở ga cuối Ōme |                                                                                            | ｜ | Okutama, quận Nishitama |
| JC74  | Okutama          | 奥多摩   | 2,0              | 37,2             | Dừng ở ga cuối Ōme |                                                                                            | ∧  | Okutama, quận Nishitama |

## Lịch sử

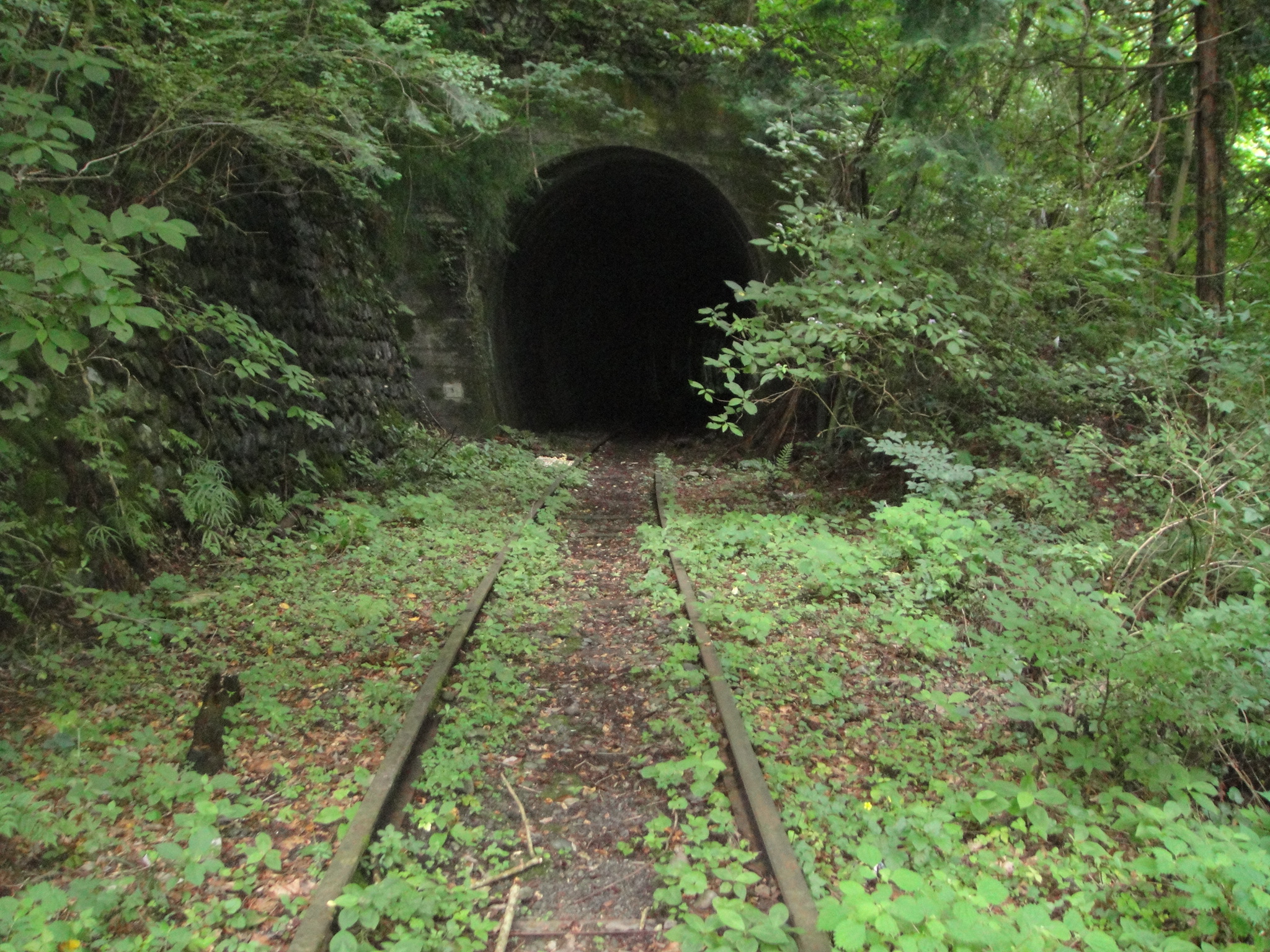
Hầm Hikawa số 1 trên tuyến đập Ogouchi (nay là Tuyến vận tải Mizune)

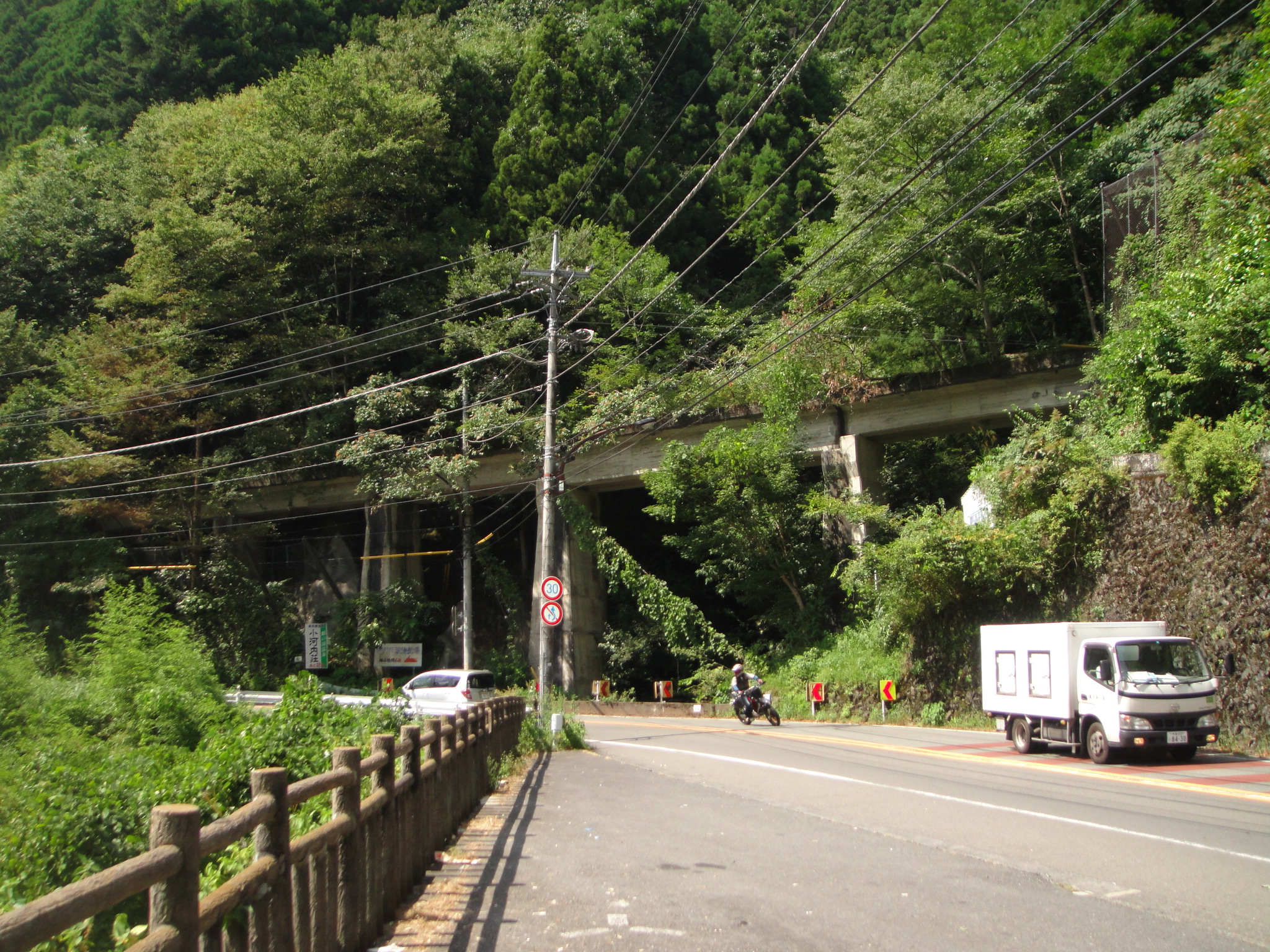
Cầu Mizune số 1 trên tuyến đập Ogouchi (nay là Tuyến vận tải Mizune)

Đoạn nối Tachikawa và Ōme được mở cửa vào năm 1894 bởi Công ty đường sắt Ōme với khổ 762 mm (2 ft 6 in), và kéo dài thêm 2 km chỉ phục vụ vận tải đến ga Hinatawada những năm sau đó. Các chuyến chở khách được kéo dài đến Hinatawada vào năm 1898, và tuyến được nâng cấp chạy khổ 1.067 mm (3 ft 6 in) vào năm 1908. Một đoạn vận tải mở rộng được mở đến Miyanohira năm 1914, và tới Futamatao năm 1920. Các chuyến chở khách được kéo dài đến Miyanohira năm 1923, cùng năm đó, toàn tuyến được điện khí hóa bằng dòng 1.200 V DC. Tuyến được kéo dài thêm tới ga Mitake năm 1929, đồng thời công ty chủ quản đổi tên thành Công ty Đường sắt điện Ōme và được tăng hiệu điện thế lên 1.500 V DC vào năm 1930. Các chuyến chở khách được kéo dài đến Mitake năm 1935.
Công ty bị quốc hữu hóa ngày 1 tháng 4 năm 1944, cùng năm đó đoạn từ Tachikawa đến Nagakami được nâng cấp thành ray đôi 2 chiều.
Công ty đường sắt điện Okutama xây dựng thêm một tuyến từ Mitake tới Hikawa (này là Okutama) trong khi bị quốc hữu hóa, và tuyến được mở cửa vào ngày 1 tháng 7 năm 1944, chính là Tuyến Ōme ngày nay.
Đoàn từ Nagakami tới Hajima được nâng cấp thành ray đôi 2 chiều năm 1946, và dịch vụ thông suốt tới Tokyo ra mắt năm 1949. Đoạn từ Hajima tới Higashi-Ōme được nâng cấp thành ray đôi 2 chiều giữa năm 1961 và 1962, hệ thống tín hiệu CTC được lắp đặt năm 1971, và các tuyến vận tải chấm dứt vào năm 1998.

### Các tuyến kết nối trước đây
- Ga Okutama: Tổng cục nước Tokyo vận hành một tuyến dài 7 km nối tới đập Ogouchi từ năm 1952 đến năm 1957. Nó gồm hệ thống 23 hầm và 23 cầu. Năm 1963, nó được chuyển giao cho Công ty đường sắt Seibu, và chuyển giao tiếp cho Công ty Okutama Limestone Quarrying năm 1978, và mặc dù tuyến được biết đến với tên là Tuyến vận tải Mizune, nhưng tuyến này đã không được sử dụng một khoảng thời gian.[cần dẫn nguồn]

## Định hướng phát triển
Tháng 2 năm 2015, JR East công bố các kế hoạch nhằm ra mắt các toa Green (toa hạng nhất) trên Tuyến Chuo (Tốc hành) và chạy tiếp nối vào Tuyến Ome bắt đầu từ năm tài khóa 2020. Cụ thể sẽ thêm 2 toa 2 tầng Green vào tàu 10 toa dòng E233 hiện tại, tạo thành tàu 12 toa. Việc này cũng bao gồm nâng cấp các nhà ga, khu depot để đáp ứng được việc tăng chiều dài của đoàn tàu so với hiện tại.